# (35193) 1994 CG14
1994 CG14 (asteroide 35193) é um asteroide da cintura principal. Possui uma excentricidade de 0.09209100 e uma inclinação de 6.85218º.
Este asteroide foi descoberto no dia 8 de fevereiro de 1994 por Eric Walter Elst em La Silla.